# Zenón Franco Ocampos
Zenón Franco Ocampos (* 12. Mai 1956 in Asunción; † 1. Oktober 2024 in Santiago de Compostela) war ein paraguayisch-spanischer Schachspieler.
Die paraguayische Einzelmeisterschaft konnte er 1976 gewinnen. Er spielte für Paraguay bei zehn Schacholympiaden: 1976, 1978, 1982, 1988, 1990, 2002, 2006, 2008, 2016, 2018 und einmal für Spanien 1998. Außerdem nahm er einmal an der panamerikanischen Mannschaftsmeisterschaft (1985) in Villa Gesell teil.
Im Jahre 1982 wurde ihm der Titel Internationaler Meister (IM) verliehen. Der Großmeister-Titel (GM) wurde ihm 1990 verliehen. Ab 2012 trug er den Titel eines FIDE-Senior-Trainers.
| Die zur Anzeige dieser Grafik verwendete Erweiterung wurde dauerhaft deaktiviert. Wir arbeiten aktuell daran, diese und weitere betroffene Grafiken auf ein neues Format umzustellen. (Mehr dazu) |

## Veröffentlichungen
- Chess Self-Improvement. Gambit Publications, 2005, ISBN 1-904600-29-8.
- Winning Chess Explained. Gambit Publications, 2006, ISBN 1-904600-46-8.
- How to Defend in Chess. Gambit, 2007, ISBN 978-1-904600-83-1 (mit Colin Crouch).
- Chess Explained: The Modern Benoni. Gambit, 2007, ISBN 978-1-904600-77-0.
- The Art of Attacking Chess. Gambit Publications, 2008, ISBN 1-904600-97-2.
- Grandmaster Secrets: Counter-Attack! Gambit Publications, 2009, ISBN 978-1-906454-09-8.
- Anand: Move by Move. Everyman Chess, 2014, ISBN 978-1-78194-186-7.
- Nail It Like Nepo! Ian Nepomniachtschi's 30 Best Wins. Elk and Ruby, 2021, ISBN 978-5-604-56073-0.